# GfK Entertainment
GfK Entertainment ist ein deutsches Marktforschungsunternehmen mit Sitz in Baden-Baden, das weltweit Marktforschungsdaten im Entertainment-Bereich anbietet. Alleingesellschafter von GfK Entertainment ist GfK in Nürnberg.
GfK Entertainment führt Marktforschung in den Bereichen Musik, Buch, Film und Videospiele durch. Ermittelt werden unter anderem die offiziellen deutschen Musikcharts, die der Bundesverband Musikindustrie in Auftrag gibt.

## Übersicht
GfK Entertainment ist in über 30 Ländern weltweit aktiv. Basis der Auswertungen bilden die Abverkaufszahlen von angeschlossenen Händlern in den Absatzwegen stationärer Handel, E-Commerce, Download und Streaming. Die Verkaufszahlen werden elektronisch übermittelt und in einer Datenbank zusammengefasst. Sie dienen als Ausgangsbasis für Verkaufsrankings (z. B. Musik-Charts, Games-Charts, Buch-Bestsellerlisten wie Belletristik-Charts, Sachbuch-Charts und E-Book-Charts) und als wichtiger Indikator für Marktentwicklungen bzw. Absatz- und Umsatztrends.

## Geschichte
GfK Entertainment entstand 2003 unter dem Namen media control GfK International als Joint Venture zwischen GfK und Media Control. Seit 2013 ist GfK Alleingesellschafter des Unternehmens. Im März 2014 erfolgte die Umbenennung in GfK Entertainment GmbH.

## Aktivitäten
GfK Entertainment ermittelt unter anderem folgende Verkaufscharts:

### Deutschland
- Offizielle deutsche Musikcharts (u. a. Deutsche Album- und Singlecharts)[4]
- GfK Entertainment stellt Handelspanel Buch per Ende April 2019 ein[5]
- DVD- und Blu-ray-Charts[6]
- Games-Charts (PC- und Konsolenspiele)[7]

### Österreich
- Ö3 Austria Top 40[8]
- Der Hauptverband des Österreichischen Buchhandels (HVB) wechselt von GfK Entertainment zu Media Control. Ab 1. Januar 2018 kommen Buchmarktforschung und Bestsellerlisten vom neuen Partner.[9]

### Schweiz
- Offizielle Schweizer Hitparade[10]
- Bestsellerlisten Buch (Hardcover, Taschenbuch, E-Book)[11]
- Games-Charts (PC- und Konsolenspiele)[12]